# Salomon Larson
Salomon Larson (i riksdagen kallad Larson i Limmared), född 22 november 1815 i Tåstarp i Tranemo socken, död 24 september 1881 på Limmareds säteri i samma församling, var en svensk bruksägare (Limmareds glasbruk) och riksdagsman.
Larson var ledamot av riksdagens första kammare 1872–1876, invald i Älvsborgs läns valkrets. I riksdagen skrev han två motioner en om höjning av brännvinstillverkningsavgiften och en om förbud mot gästgivaren utskänkning på söndagar.
Han var far till Oscar Nylander och Karl Uno Nylander.